# Jaderná elektrárna Elk River
Jaderná elektrárna Elk River (anglicky Elk River Station) byla jadernou elektrárnou ve Spojených státech. Ležela ve městě Elk River ve státě Minnesota. Elektrárna na svůj provoz používala jaderný odpad z jiných zařízení. Reaktor dodala a vybudovala americká společnost General Electric.

## Historie a technické informace
Výstavba jediného malého reaktoru započala dne 1. ledna 1959. Jednalo se o varný reaktor typu BWR-1 o hrubém výkonu 24 MW a čistém výkonu po odpočtu vlastních potřeb bloku 22 MW. Do sítě byl připojen 24. srpna 1963 a do komerčního provozu přešel dne 1. června 1964. I přesto, že se jednalo o velice jednoduchou elektrárnu, tak blok disponoval betonovým kontejnmentem.
Reaktor pro svůj provoz používal jaderný odpad z jiných zařízení, který byl po vyjmutí z reaktoru posílán do Itálie jako součást výzkumu thoriového cyklu.
V lednu 1968 byl reaktor odstaven pro běžnou prohlídku, při které však byly objeviny trhliny v tlakové nádobě reaktoru a oprava by byla příliš nákladná a nevyplatila by se, proto se provozní společnost rozhodla reaktor uzavřít navždy. Zařízení ukončilo svůj provoz 1. února 1968 a posléze bylo přestavěno na provoz na uhlí a ropu. Výroba elektřiny v zařízení byla ukončena v lednu 2019.

## Informace o reaktorech
| Reaktor     | Typ reaktoru | Výkon | Výkon | Zahájení výstavby | Připojení k síti | Uvedení do provozu | Uzavření   |
| Reaktor     | Typ reaktoru | Čistý | Hrubý | Zahájení výstavby | Připojení k síti | Uvedení do provozu | Uzavření   |
| ----------- | ------------ | ----- | ----- | ----------------- | ---------------- | ------------------ | ---------- |
| Elk River-1 | BWR-1 84-152 | 22 MW | 24 MW | 1. 1. 1959        | 24. 8. 1963      | 1. 6. 1964         | 1. 2. 1968 |